# Martin Strömbergsson
Martin Strömbergsson (Gävle, Suecia, 1 de abril de 1977) es un árbitro de fútbol de Suecia.
Strömbergsson fue nombrado árbitro FIFA en 2011. Su hermano es el árbitro Markus Strömbergsson.
Arbitró el partido preparatoria de la Eurocopa 2016 entre Alemania y Hungría (2 – 0). Durante la Eurocopa 2016 fue árbitro asistente addicional de Jonas Eriksson.